# FS de la Cabellera de Berenice
FS de la Cabellera de Berenice (FS Comae Berenices) és un estel de magnitud aparent +5,61 enquadrat en la constel·lació de la Cabellera de Berenice D'acord amb la nova reducció de les dades de paral·laxi d'Hipparcos, es troba a 736 anys llum del Sistema Solar.
FS de la Cabellera de Berenice és un gegant vermell de tipus espectral M5III. La seva temperatura superficial és de 3433 ± 148 K i brilla amb una lluminositat 2032 vegades superior a la lluminositat solar. Una quantitat important de la seva radiació és emesa com a llum infraroja; per això, en banda K —en l'infraroig proper—, la seva lluminositat equival a la de 9900 sols.
La mesura per interferometria del seu diàmetre angular en banda K és de 6,80 ± 0,30 mil·lisegons d'arc. Considerant la distància a la qual es troba, el seu diàmetre real és 165 vegades més gran que el del Sol. No obstant això, un altre estudi considera un menor diàmetre, equivalent a 136 vegades el diàmetre solar.
FS de la Cabellera de Berenice és una variable semiregular de tipus SRB amb una variació de lluentor de 0,35 magnituds. És multiperiòdica i es coneixen dos períodes de 38,2 i 55,4 dies. Junt a ells, s'ha observat un període secundari de llarga durada (675 dies).